# Machico (freguesia)
Machico es una freguesia portuguesa del concelho de Machico, con 17,41 km² de superficie y 11.947 habitantes (2001). Su densidad de población es de 686,2 hab/km².